# Liste der Deutschen Meister in der 4-mal-1500-Meter-Staffel
Die nichtolympische 4-mal-1500-Meter-Staffel gab es – als Disziplin nur für die Männer – bei den Deutschen Leichtathletik-Meisterschaften immer wieder mit Unterbrechungen. Zurzeit steht sie zugunsten der 3 × 1000-m-Staffel nicht auf dem Meisterschaftsprogramm. Ausgetragen wurde sie von 1927 bis 1934, von 1963 bis 1938 und von 1970 bis 1998. Der Wettbewerb wurde v. a. nach dem Zweiten Weltkrieg in der Regel nicht in der Hauptveranstaltung der Meisterschaften ausgetragen, sondern gemeinsam mit anderen Disziplinen ausgelagert.
Über andere Mittelstrecken gibt es die 4 × 800-m- und die 3 × 1000-m-Staffel. In der DDR  wurden keine vergleichbaren Staffelmeisterschaften ausgetragen.
Bei den Frauen gibt es als Mittelstrecken-Staffel die 3-mal-800-Meter-Staffel.

## Deutscher Meisterschaftsrekord
| 14:59,06 min | TV Wattenscheid 01 (Daniel Elferich, Mark Ostendarp, Thorsten Kallweit, Rüdiger Stenzel) | Rhede | 9. Juli 1995 |

Dieser Meisterschaftsrekord kann zumindest auf absehbare Zeit nicht mehr verbessert werden, da die 4-mal-1500-Meter-Staffel nicht mehr auf dem Programm Deutscher Meisterschaften steht.

## Sieger
| Jahr      | Ort                          | Datum                        | Verein                        | Läufer                                                                      | Zeit [min]                   |
| --------- | ---------------------------- | ---------------------------- | ----------------------------- | --------------------------------------------------------------------------- | ---------------------------- |
| 1927      | Breslau                      | 7. August                    | SC Teutonia 99 Berlin         | Goedel, Otto Kohn, Hermann Walpert, Herbert Böcher                          | 16:41,0                      |
| 1928      | Düsseldorf                   | 16. Juli                     | SC Teutonia 99 Berlin         | Herbert Böcher, Georg Bukh, Goedel, Helmuth Krause                          | 16:42,0                      |
| 1929      | Breslau                      | 22. Juli                     | SC Charlottenburg Berlin      | Kurt Schmidt, Otto Kohn, Erich Sujatta, Herbert Böcher                      | 16:25,9                      |
| 1930      | Berlin                       | 2. August                    | DSV 1878 Hannover             | Siegfried Dieckmann, Otto Petri, Willi Boltze, Herbert Hobus                | 16:33,1                      |
| 1931      | Braunschweig                 | 16. August                   | SC Charlottenburg Berlin      | Herbert Gottschalk, Karl Otto, Horst Bansemer, Hans Wichmann                | 16:30,6                      |
| 1932      | Hannover                     | 2. Juli                      | SC Charlottenburg Berlin      | Wacker, Karl Otto, Horst Bansemer, Hans Wichmann                            | 16:36,2                      |
| 1933      | Köln                         | 12. August                   | Stuttgarter Kickers           | Albert Koch, Karl Kettner, Wolfgang Dessecker, Alwin Paul                   | 16:31,2                      |
| 1934      | Nürnberg                     | 29. Juli                     | Stuttgarter Kickers           | Albert Koch, Alfred Dompert, Wolfgang Dessecker, Alwin Paul                 | 16:44,4                      |
| 1935      | Wettbewerb nicht ausgetragen | Wettbewerb nicht ausgetragen | Wettbewerb nicht ausgetragen  | Wettbewerb nicht ausgetragen                                                | Wettbewerb nicht ausgetragen |
| 1936      | Nürnberg                     | 12. September                | KTV Wittenberg                | Max Syring, Karl-Heinz Becker, Ewald Mertens, Werner Böttcher               | 16:19,2                      |
| 1937      | Frankfurt am Main            | 21. Juli                     | KTV Wittenberg                | Walter Schönrock, Ewald Mertens, Karl-Heinz Becker, Max Syring              | 16:16,0                      |
| 1938      | Breslau                      | 29. Juli                     | Hamburger AC                  | Hans König, Hein Kröger, Bertram Berberich, Werner Körting                  | 16:28,2                      |
| 1939–1969 | Wettbewerb nicht ausgetragen | Wettbewerb nicht ausgetragen | Wettbewerb nicht ausgetragen  | Wettbewerb nicht ausgetragen                                                | Wettbewerb nicht ausgetragen |
| 1970      | Stuttgart                    | 13. September                | LG Ratio Münster              | Hans-Gerd Schoofs, Urs Lufft, Harald Norpoth, Franz-Josef Kemper            | 15:14,4                      |
| 1971      | Hannover                     | 26. September                | LAC Quelle Fürth              | Ludwig-Mario Niedermeier, Anton Adam, Heinz Mörtl, Karl-Heinz Schirmeier    | 15:33,4                      |
| 1972      | Offenbach                    | 24. September                | LG Ratio Münster              | Franz-Josef Kemper, Urs Lufft, Wolfgang Riesinger, Harald Norpoth           | 15:15,2                      |
| 1973      | Hannover                     | 8. Juli                      | LG Ratio Münster              | Franz-Josef Kemper, Urs Lufft, Wolfgang Riesinger, Harald Norpoth           | 15:35,0                      |
| 1974      | Obersuhl                     | 29. September                | ASC Wella Darmstadt           | Wilfried Raatz, Hans Leibold, Urs Lufft, Karl Mann                          | 15:35,2                      |
| 1975      | Bad Godesberg                | 28. September                | LAC Quelle Fürth              | Harald Schmaus, Hans Bruckmeier, Willi Holler, Günter Zahn                  | 15:16,6                      |
| 1976      | Hannover                     | 5. September                 | TuS 04 Leverkusen             | Eberhard Weyel, Peter Belger, Paul-Heinz Wellmann, Thomas Wessinghage       | 15:12,8                      |
| 1977      | Waiblingen                   | 18. September                | SV Bayer 04 Leverkusen        | Giulio Romolo/Italien, Dieter Riebe, Harald Hudak, Karl Fleschen            | 15:09,2                      |
| 1978      | Lippe                        | 16. September                | USC Mainz                     | Klaus-Peter Hildenbrand, Michael Karst, Karl-Heinz Seck, Thomas Wessinghage | 15:09,1                      |
| 1979      | Ingelheim                    | 15. September                | LG Bayer Leverkusen           | Peter Belger, Dieter Riebe, Karl Fleschen, Harald Hudak                     | 15:22,2                      |
| 1980      | Ludwigshafen                 | 13. September                | LG Bayer Leverkusen           | Wilfried Paulitschke, Peter Belger, Karl Fleschen, Harald Hudak             | 15:30,55                     |
| 1981      | Flensburg                    | 1. August                    | LG Bayer Leverkusen           | Peter Belger, Paul-Heinz Wellmann, Karl Fleschen, Harald Hudak              | 15:01,05 (DRV)               |
| 1982      | Heidenheim                   | 31. Juli                     | LG Bayer Leverkusen           | Dieter Riebe, Paul-Heinz Wellmann, Karl Fleschen, Harald Hudak              | 15:14,2                      |
| 1983      | Dortmund                     | 31. Juli                     | VfL Wolfsburg                 | Axel Diedrich, Uwe Baunack, Volker Becker, Uwe Becker                       | 15:08,92                     |
| 1984      | Fulda                        | 22. Juli                     | TV Wattenscheid 01            | Eckhardt Sperlich, Michael Damberg, Wolfgang Otto, Uwe Mönkemeyer           | 15:09,39                     |
| 1985      | Berlin                       | 21. Juli                     | VfL Wolfsburg                 | Jens Becker, Wolfgang Schreiber, Eckhardt Rüter, Uwe Becker                 | 15:01,12                     |
| 1986      | Krefeld                      | 27. Juli                     | VfL Wolfsburg                 | Jens Becker, Wolfgang Schreiber, Eckhardt Rüter, Uwe Becker                 | 15:06,41                     |
| 1987      | Sindelfingen                 | 25. Juli                     | VfL Wolfsburg                 | Jens Becker, Wolfgang Schreiber, Eckhardt Rüter, Uwe Becker                 | 15:08,64                     |
| 1988      | Lübeck                       | 10. Juli                     | VfL Wolfsburg                 | Dehlke, Wolfgang Schreiber, Jens Becker, Eckhardt Rüter                     | 15:19,63                     |
| 1989      | Dortmund                     | 23. Juli                     | Hamburger SV                  | Lars Brechtel, Christoph Meyer, Andreas Fischer, Stephan Plätzer            | 15:09,06                     |
| 1990      | Heilbronn                    | 22. Juli                     | ASC Darmstadt                 | O. Lübke, Kurt Stenzel, Ralf Eckert, Daniel Gottschall                      | 15:17,23                     |
| 1991      | München                      | 26. Mai                      | LG Bayer Leverkusen           | Ernst Ludwig, Imram Sillah, Burkhard Wagner, Dieter Baumann                 | 15:17,76                     |
| 1992      | Ahlen                        | 30. August                   | SC Charlottenburg Berlin      | Andreas Wagner, Neumann, Rainer Sudau, Jens-Peter Herold                    | 15:19,27                     |
| 1993      | Dortmund                     | 4. Juli                      | TV Wattenscheid 01            | Ingo Janich, Schulze, Stephan Plätzer, Rüdiger Stenzel                      | 15:08,24                     |
| 1994      | Ulm                          | 31. Juli                     | Hamburger SV                  | Andreas Fischer, Marco Rohrer, Jörn Klaus Wagner, Christoph Meyer           | 15:17,06                     |
| 1995      | Rhede                        | 9. Juli                      | TV Wattenscheid 01            | Daniel Elferich, Mark Ostendarp, Thorsten Kallweit, Rüdiger Stenzel         | 14:59,06                     |
| 1996      | Erfurt                       | 7. Juli                      | ASV Köln                      | Oliver Klug, Schäfer, Mirko Döring, Christoph Meyer                         | 15:24,69                     |
| 1997      | Lüdenscheid                  | 6. Juli                      | OSC Berlin                    | Jan Hebecker, Thomas Stoffer, Torsten Herwig, Steffen Teichmann             | 15:23,42                     |
| 1998      | Berlin                       | 28. Juni                     | LAC Quelle Fürth/1860 München | Sebastian Hallmann, Carsten Eich, Christian Knoblich, Dirk Heinze           | 15:19,44                     |